# ARM11
ARM11 è una famiglia di processori ARM RISC  a 32-bit che implementa l'architettura ARMv6. Questa include istruzioni di tipo SIMD, il supporto ai multiprocessori e una nuova architettura della cache. Questo processore migliora la gestione della pipeline rispetto alle precedenti famiglie ARM9 o ARM10. È utilizzata negli smartphone di Apple, Nokia e altri.  Il primo core ARM11 (ARM1136) fu messo in commercio alla fine del 2002.
La famiglia ARM11 è l'unica che implementa l'architettura ARMv6. Vi sono tuttavia core ARMv6-M  (Cortex-M0 e Cortex-M1) utilizzati per i microcontrollori.

## Differenze da ARM9
In termini di set di istruzioni ARM11 deriva dalla precedente generazione ARM9. Incorpora tutte le funzionalità ARM926EJ-S ed aggiunge le istruzioni ARMv6 per il supporto dei media (SIMD) e una risposta IRQ accelerata.
I miglioramenti includono:
- Istruzioni SIMD che possono raddoppiare la velocità degli algoritmi MPEG-4 e audio digital signal processing

## Core ARM11
Ci sono quattro core ARM11:
- ARM1136[2]
- ARM1156 che introduce le istruzioni Thumb2
- ARM1176 che introduce le estensioni di sicurezza
- ARM11MPcore che introduce il supporto multicore

## Chip basati su ARM11
- Ambarella A5s, A7, A7LBCM2835, BCM21553
- CSR Quatro 4230, Quatro 4500 series, Quatro 5300 series
- Freescale Semiconductor i.MX3x series, come i.MX31, i.MX35
- Nintendo 1048 0H
- Infotmic IMAPX200, IMAPX210, IMAPX220
- Nvidia series, con un TMS320 C55x o C64x DSP come secondo core

## Alcuni prodotti basati su ARM11
Amazon.com
- Kindle 2[3]

Apple Inc.
- iPhone[4]
- iPhone 3G[4]
- iPod touch[4]
- iPod touch 2G[4]

Aluratek
- Cinepad AT107F

Commtiva
- Z71

Garmin
- serie nuvi2445

GeeksPhone
- GeeksPhone ONE, su geeksphone.com. URL consultato il 29 settembre 2012 (archiviato dall'url originale il 26 marzo 2011).

HTC
- HTC Aria
- HTC Dream
- HTC Wildfire
- HTC Hero
- HTC Magic
- HTC Legend
- HTC Touch Diamond
- HTC Touch Pro
- HTC Touch Diamond 2 (o Topaz)
- HTC Touch Pro 2 (o Rhodium)
- HTC TyTN II

Janam
- Janam XM60+
- Janam XM66

Huawei
- Huawei U8160
- Huawei U8510

LG
- LG A230/A235 brava
- LG GW620
- LG Optimus S
- LG Optimus One
- LG Optimus GT540
- LG Optimus Hub

Microsoft
- Zune HD
- Kin One

Motorola
- Motorola Backflip
- Motorola RIZR Z8
- Motorola Q9 Series
- Motorola XT311
- Motorola XT316
- Motorola XT317

Nintendo
- Nintendo 3DS

Nokia
- NOKIA 9500 Comunicator
- Nokia 500
- Nokia 5230
- Nokia 5320 XpressMusic
- Nokia 5233
- Nokia 5700 XpressMusic
- Nokia 5800 XpressMusic
- Nokia 5530 XpressMusic
- Nokia X6
- Nokia 6120 Classic
- Nokia 6210 Navigator
- Nokia 6220 Classic
- Nokia 6290
- Nokia 6700 Classic
- Nokia 6710 Navigator
- Nokia 6720 Classic
- Nokia 603
- Nokia 700
- Nokia 701
- Nokia C5-00
- Nokia C5-03
- Nokia C5-05
- Nokia C6-00
- Nokia C6-01
- Nokia C7
- Nokia E5
- Nokia E51
- Nokia E52
- Nokia E55
- Nokia E63
- Nokia E71
- Nokia E72
- Nokia E73 Mode
- Nokia E75
- Nokia E7-00
- Nokia E90 Communicator
- Nokia N79
- Nokia N81
- Nokia N82
- Nokia N86 8MP
- Nokia N93
- Nokia N95
- Nokia N97
- Nokia N97 mini
- Nokia N8
- Nokia N800 Internet tablet
- Nokia N810 Internet tablet
- Nokia Oro
- Nokia 808 PureView

Ouku
- Ouku Horizon/P801W

Palm
- Palm Pixi

Raspberry Pi Foundation
- Raspberry Pi

Ritroid T1
Roku
- Roku LT
- Roku 2 HD
- Roku 2 XD
- Roku 2 XS

Samsung
- Samsung SGH-i627
- Samsung Galaxy Ace
- Samsung Galaxy Europa
- Samsung Galaxy Spica/Portal/Lite
- Samsung i7500 Galaxy
- Samsung Behold II
- Samsung Omnia II
- Samsung OmniaPRO B7330
- Samsung Moment
- Samsung M910 Intercept
- Samsung Galaxy Mini
- Samsung Galaxy Y
- Samsung Galaxy Gio
- Samsung Galaxy Pocket

Smart Devices
- SmartQ 5
- SmartQ V5
- SmartQ V5II
- SmartQ V7
- SmartQ N7
- SmartQ T7
- SmartQ R10
- Pandigital Novel

Sony Ericsson
- Sony Ericsson Xperia X1
- Sony Ericsson Xperia X2
- Sony Ericsson Xperia X8
- Sony Ericsson Xperia X10 mini
- Sony Ericsson Elm

Videocon
- Zeus/V7500

Zeebo
- Zeebo

ZTE
- ZTE Blade
- ZTE Skate